# F
F je šesté písmeno latinské abecedy.
- V atmosféře Země je F název vrstvy v ionosféře.
- V biochemii je F označení pro aminokyselinu fenylalanin.
- Ve fotografii je f označení pro ohniskovou vzdálenost (viz též f-číslo).
- Ve fyzice
  - F je označení pro sílu;
  - F je označení pro Helmholtzovu volnou energii;
  - F je označení pro Faradayovu konstantu;
  - f je označení pro frekvenci;
  - f je označení pro součinitel smykového tření;
  - f je označení pro ohniskovou vzdálenost;
  - f je označení pro kvantové stavy s orbitálním momentem hybnosti (resp. vedlejším kvantovým číslem) l=3;
    - odtud f  je označení pro druh atomového orbitalu odpovídající l=3;

  - f je označení pro objemovou hustotu síly v silovém poli;
  - f je označení mezonů s neutrální vůní, izospinem 0 a kladnou paritou i C-paritou, tvořených pouze kvarky/antikvarky u, d a s.[1]

(vizte též položku "V soustavě SI" níže)
- V gramatice je f označení pro femininum, ženský rod.
- V hexadecimálních číslech (a dalších číselných soustavách o základu větším než 15) znamená F číslici 15.
- V hudbě
  - f je nota.
  - 𝆑 je značení pro pokyn forte (silně).
- V chemii
  - F je značka fluoru.
  - f je druh atomového orbitalu
  - f je blok periodické tabulky obsahující vnitřně přechodné kovy
- V informačních systémech
  - F často používá jako kód pro ženské pohlaví (oproti M u mužů).
  - F je také série funkčních kláves na počítačové klávesnici. (F1 až F12)
- V predikátové logice je F někdy symbol pro nepravda, lež.
- F je mezinárodní poznávací značka Francie.
- V soustavě SI
  - F je značka jednotky kapacity farad.
  - f je značka předpony soustavy SI pro 10−15, femto.
- V Americkém letectvu je F předpona pro moderní stíhací letouny.
- V radiokomunikaci je F jeden z prefixů volacích znaků pro Francii.
- U teploty značí ℉ stupeň Fahrenheita.
- V tisku je f symbol pro folio (list knihy), obvyklejší v plurálu jako ff.
- V anglosaském vzdělávání je F nedostatečná známka (odpovídající českému stupni nedostatečně).
- V astronomii je F označení jedné ze spektrálních tříd hvězd.
- V internetové komunikaci vyjádření respektu a lítosti zemřelé osobě, dle Press F to pay respect v počítačové hře Call of Duty: Advanced Warfare z r. 2014